# Barry Maguire
Barry Maguire (Tiel, 27 oktober 1989) is een Nederlands profvoetballer van Ierse afkomst die als middenvelder speelt.

## Clubcarrière

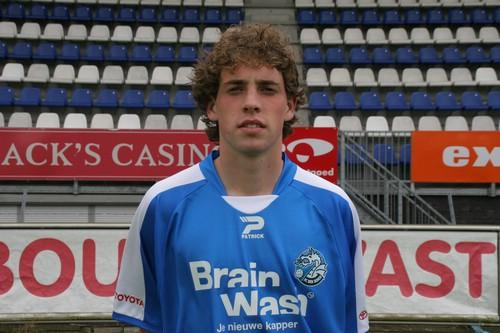
Barry Maguire in het tenue van FC Den Bosch

Maguire begint te voetballen bij amateurclub Theole uit zijn woonplaats Tiel, alwaar hij werd opgemerkt door scouts van FC Den Bosch. Op 17-jarige leeftijd wordt hij, als A-junior, gevraagd om deel te nemen aan de trainingen van het eerste elftal. Hij maakt zijn debuut als basisspeler in de thuiswedstrijd tegen FC Dordrecht, eind september 2006. Hij speelt die wedstrijd de volle 90 minuten en gezien zijn uitverkiezing tot man of the match niet onverdienstelijk. Vanaf dat moment is Maguire een vaste waarde in het eerste elftal. In februari 2007 tekende hij een driejarig contract bij de Bossche club.
In de zomer van 2008 stapt hij over van FC Den Bosch naar FC Utrecht. In zijn eerste seizoen in de Domstad komt hij tot 27 wedstrijden, daarna komt hij minder aan spelen toe. Na het seizoen 2010/2011 wordt zijn contract bij FC Utrecht niet verlengd en mag hij vertrekken bij de club.
Op 30 mei 2011 tekent hij een contract voor drie seizoenen bij VVV-Venlo. Op 1 september 2013 maakt de Venlose club bekend dat die overeenkomst 'in goed overleg' wordt beëindigd, omdat Maguire kan rekenen op weinig speelminuten. Op 5 september 2013 werd bekend dat Maguire na 5 jaar weer terugkeert bij FC Den Bosch. In 2015 verliet hij de club en sloot zich aan bij de Noorse eersteklasser Sarpsborg 08 FF. Daar maakte Maguire zijn debuut op 13 september 2015, toen hij in de rust inviel voor Alexander Groven in de thuiswedstrijd tegen IK Start (3-1). Maguire raakte geblesseerd en medio 2016 liep zijn contract af. Vanaf januari 2017 speelde hij in de Tweede divisie voor SV TEC uit zijn geboorteplaats. Hij verliet de club medio 2017 na de degradatie. Eind februari 2018 vond hij in het Ierse Limerick FC een nieuwe club. De club kreeg halverwege het seizoen financiële problemen en hij verliet Limerick eind 2018 na de degradatie uit de Premier Division. Maguire vervolgde zijn loopbaan in Singapore bij Geylang International. Na het seizoen 2021 verliet hij de club en keert hij begin 2022 terug bij FC Den Bosch. Medio 2022 ging hij naar GVVV dat uitkomt in de Tweede divisie.

## Clubstatistieken
| Seizoen         | Club            | Competitie       | Competitie | Competitie | Beker | Beker | Overig1 | Overig1 | Totaal | Totaal |
| Seizoen         | Club            | Competitie       | Wed.       | Dlp.       | Wed.  | Dlp.  | Wed.    | Dlp.    | Wed.   | Dlp.   |
| --------------- | --------------- | ---------------- | ---------- | ---------- | ----- | ----- | ------- | ------- | ------ | ------ |
| 2006/07         | FC Den Bosch    | Eerste divisie   | 29         | 2          | 0     | 0     | 3       | 0       | 32     | 2      |
| 2007/08         | FC Den Bosch    | Eerste divisie   | 37         | 4          | 3     | 0     | 3       | 0       | 43     | 4      |
| 2008/09         | FC Utrecht      | Eredivisie       | 27         | 0          | 1     | 0     | 1       | 0       | 29     | 0      |
| 2009/10         | FC Utrecht      | Eredivisie       | 7          | 0          | 0     | 0     | 4       | 0       | 11     | 0      |
| 2010/11         | FC Utrecht      | Eredivisie       | 16         | 0          | 2     | 1     | 9       | 1       | 27     | 2      |
| 2011/12         | VVV-Venlo       | Eredivisie       | 23         | 4          | 1     | 0     | 4       | 0       | 28     | 4      |
| 2012/13         | VVV-Venlo       | Eredivisie       | 22         | 2          | 0     | 0     | 1       | 0       | 23     | 2      |
| 2013/14         | VVV-Venlo       | Eerste divisie   | 1          | 0          | 0     | 0     | 0       | 0       | 1      | 0      |
| 2013/14         | FC Den Bosch    | Eerste divisie   | 32         | 3          | 1     | 0     | 2       | 0       | 35     | 3      |
| 2014/15         | FC Den Bosch    | Eerste divisie   | 34         | 6          | 1     | 0     | —       | —       | 35     | 6      |
| 2015/16         | Sarpsborg 08 FF | Tippeligaen      | 3          | 1          | 1     | 0     | —       | —       | 4      | 1      |
| 2016/17         | SV TEC          | Tweede divisie   | 13         | 6          | 0     | 0     | —       | —       | 13     | 6      |
| 2018            | Limerick FC     | Premier Division | 25         | 4          | 2     | 1     | 3       | 0       | 30     | 5      |
| 2019            | Geylang         | S.League         | 21         | 5          | 6     | 0     | —       | —       | 27     | 5      |
| 2020            | Geylang         | S.League         | 13         | 3          | 0     | 0     | —       | —       | 13     | 3      |
| 2021            | Geylang         | S.League         | 16         | 0          | 0     | 0     | —       | —       | 16     | 0      |
| 2021/22         | FC Den Bosch    | Eerste divisie   | 14         | 0          | 0     | 0     | —       | —       | 14     | 0      |
| 2022/23         | GVVV            | Derde divisie    | 24         | 1          | 2     | 0     | 6       | 0       | 32     | 1      |
| 2023/24         | GVVV            | Tweede divisie   | 34         | 3          | 3     | 0     | —       | —       | 37     | 3      |
| 2024/25         | GVVV            | Tweede divisie   | 17         | 0          | 1     | 0     | —       | —       | 18     | 0      |
| Carrière totaal | Carrière totaal | Carrière totaal  | 408        | 44         | 24    | 2     | 36      | 1       | 468    | 47     |

1Overige officiële wedstrijden, te weten Play-offs, UEFA Europa League en League of Ireland Cup.

## Interlandcarrière
Maguire is via zijn vader half Iers en werd in maart 2005 opgeroepen voor het Ierse voetbalelftal onder 17 jaar. Hij is daarnaast ook actief geweest voor het Nederlands elftal onder 18 en onder 19.

## Persoonlijk
Maguire heeft de havo afgerond. Zijn jongere zus Anne speelde eveneens betaald voetbal.
Zijn naam valt te verwarren met de Engelse Manchester United verdediger Harry Maguire. De 2 zijn overigens niet gerelateerd. 